# Никитино (Талдомский городской округ)
Никитино — деревня в составе Квашёнковского сельского поселения Талдомского района Московской области.

## Население
Изменение численности населения по данным переписей и ежегодных оценок:
| 1859 | 1888 | 1926 | 2002 | 2006 | 2010 |
| ---- | ---- | ---- | ---- | ---- | ---- |
| 96   | ↗109 | ↗156 | ↘8   | ↗10  | ↘4   |

## Транспортная доступность
Никитино находится в 16,3 км от Северной границы Московской области.
Расстояние от Никитино до других населенных пунктов:
- деревня Дьяконово — 3,3 км;
- деревня Жеребцово — 3,95 км;
- деревня Игумново — 3 км;
- село Квашёнки — 8,5 км;
- деревня Парашино — 990 м;
- деревня Храброво — 5,2 км;
- г. Дмитров — 65,3 км;
- г. Дубна — 44,2 км;
- г. Калязин — 63,1 км;
- г. Кимры — 22,8 км;
- г. Москва — 123 км;
- г. Талдом — 18 км;

## Стационарная связь
Стационарная связь представлена ОАО «ЦентрТелеком».